# 程偉 (武警少將)
程偉，男，漢族，中國人民武裝警察部隊武警少將。長期從事武警部隊政治工作的中國共產黨黨員。

## 生平
歷任武警北京总队政委、武警宁夏回族自治区总队政治委员、武警广东省总队政治委员、武警政治工作部副主任。